# Volga-Volga
Volga-Volga (titlul original: în rusă Волга-Волга, transliterat: Volga-Volga) este un film de comedie sovietic, realizat în 1938 de regizorul Grigori Aleksandrov, protagoniști fiind actorii Igor Ilinski, Liubov Orlova, Vladimir Volodin. 
În film este vorba despre o trupă de cântăreți amatori în drumul lor spre Moscova, care vor să participe la un concurs de descoperire de noi talente în cadrul „Olimpiadei de muzică din Moscova”. Acțiunea se petrece pe un vapor cu aburi, care navighează pe fluviul Volga. Rolul principal este interpretat de Orlova, soția regizorului. Muzica filmului este compusă de Dunaevski pe textele scrise de Vasili Ivanovici Lebedev-Kumaci. 
Filmul original a fost realizat alb-negru, dar firma « Formula Țveta » l-a colorat în anul 2010, la solicitarea canalului de televiziune Pervîi Kanal.

## Distribuție
- Igor Ilinski - Ivan Bivalov
- Liubov Orlova - Dunia Petrova, numită Strelka (Săgeata)
- Vladimir Volodin - pilotul
- Pavel Oleniev - Kușma Ivanovici, Unchiul Kusia cărăușul de apă
- Andrei Tutișkin - Alioșa Trubișkin, contabil
- Sergei Ivanovici Antimonov - administrator, căpitanul vasului
- Tolia (Anatoli) Șalaiev - compozitoruul tânăr
- Maria Mironova - secretara Bivalova
- Nikita Kondratiev - chelnerul
- Vsevolod Sanaiev - tăietorul de lemne, membru în orchestra simfonică
- Alexei Dolinin - milițianul
- Ivan Ciuvelev - președintele juriului